# 최진 (양궁 선수)
최진(崔眞, 1980년 4월 22일 ~ )은 대한민국의 전직 양궁 선수이다.